# أولمبياد ضد الشطرنج
تم تنظيم أولمبياد ضد الشطرنج كبديل للأولمبياد الرسمية الثانية والعشرين للشطرنج، المقام في حيفا، فلسطين المحتلة بشكل متزامن تقريبا. أقيمت الأولمبياد غير الرسمية في طرابلس، الجمهورية العربية الليبية في الفترة ما بين 24 أكتوبر إلى 15 نوفمبر 1976.

## الخلفية
تسبب قرار الاتحاد الدولي للشطرنج منح جائزة استضافة أولمبياد 1976 لإسرائيل في جدل كبير بسبب عدم اعتراف جميع الدول العربية والاتحاد السوفيتي باسرائيل كدولة. بعد رفض الاتحاد الدولي للشطرنج تغيير المكان، قاطع الفريق السوفييتي والدول العربية البطولة في حيفا احتجاجًا على ذلك، كما فعلت جميع الأقمار الصناعية السوفيتية في الكتلة الشرقية والدول العربية الأعضاء في الاتحاد الدولي للشطرنج.
عقدت الدول العربية أولمبيادها في طرابلس في نفس الوقت الذي أقام فيه الأولمبياد الرسمي. في المواد الترويجية، أطلق على هذا الحدث اسم «أولمبياد ضد إسرائيل» لكنه أصبح لاحقًا معروفًا باسم «أولمبياد الشطرنج» بسبب تقبلها من الناحية السياسية حيث أنها تحت هذا المسمى ضد لعبة الشطرنج نفسها.

بالرغم من أن أولمبياد طرابلس حدث غير رسمي إلا أنه كان حدثًا سياسيًا مشحونًا للغاية، أما الأولمبياد الفعلية كانت على مستوى مختلف تمامًا. لم تأت أي من الدول الشرقية أو الغربية إلى ليبيا للاشتراك في الأولمبياد. لم تشارك غير الدول العربية وعددا من دول الشطرنج الصغيرة في أولمبياد ليبيا. لم يشارك أي من الأساتذة الكبيرة أو الأساتذة الدولية في الأولمبياد.
كانت الفلبين وإيطاليا وأوروجواي هما الدول الوحيدة التي أرسلت فرقا إلى كلا الحدثين لكن لم يتمكن أي منهما بالفوز بأي ميداليات في كلا الحدثين.

## النتائج
لعب أربعة وثلاثون فريقا لمدة 13 جولة في الدورة. في نتيجة مفاجئة إلى حد ما، حصل الفريق السلفادوري غير المعروف تمامًا، والذي ضم موهبة تبلغ من العمر 17 عامًا يدعى بوريس بينيدا على الميداليات الذهبية، في حين ذهبت الميداليتين الفضبة والبرونزيه إلى تونس وباكستان على التوالي.
| # | البلد     | النقط | اللاعبون                                                  |
| - | --------- | ----- | --------------------------------------------------------- |
| 1 | السلفادور | 38½   | غريمالدي، ر. غريمالدي، إنفانتي، كاماتشو، بينيدا، فيلاسكيز |
| 2 | تونس      | 36    | م بوعزيز، م. بلقادي، دريرا، سبيا                          |
| 3 | باكستان   | 34½   | فاروقي، علي، أحمد، ميرزا، محي الدين، مظهر حسين            |
| #  | البلد                    | النقط |
| -- | ------------------------ | ----- |
| 4  | العراق                   | 33½   |
| 5  | إيطاليا                  | 32½   |
| 6  | تركيا                    | 32½   |
| 7  | أفغانستان                | 29½   |
| 8  | نيكاراغوا                | 27½   |
| 9  | بنما                     | 27½   |
| 10 | بنغلاديش                 | 27    |
| 11 | سريلانكا                 | 27    |
| 12 | البرتغال                 | 27    |
| 13 | الجزائر                  | 26½   |
| 14 | المغرب                   | 26½   |
| 15 | الفلبين                  | 26½   |
| 16 | كينيا                    | 26    |
| 17 | الأوروغواي               | 26    |
| 18 | اليمن الجنوبي            | 26    |
| 19 | ترينيداد وتوباغو         | 25½   |
| 20 | مالطا                    | 25½   |
| 21 | اليمن الشمالي            | 25½   |
| 22 | مدغشقر                   | 25½   |
| 23 | لبنان                    | 25    |
| 24 | ليبيا                    | 24½   |
| 25 | الأردن                   | 24½   |
| 26 | أوغندا                   | 24½   |
| 27 | الكويت                   | 24½   |
| 28 | الإمارات العربية المتحدة | 20½   |
| 29 | موريشيوس                 | 20    |
| 30 | فلسطين                   | 18½   |
| 31 | موريتانيا                | 18½   |
| 32 | غامبيا                   | 18    |
| 33 | عمان                     | 18    |
| 34 | الصومال                  | 7     |

## وصلات خارجية
- أولمبياد ضد الشطرنج طرابلس 1976.